# Morpho eugenia
Morpho eugenia är en fjärilsart som beskrevs av Deyrolle 1860. Morpho eugenia ingår i släktet Morpho och familjen praktfjärilar. Inga underarter finns listade i Catalogue of Life.

## Bildgalleri

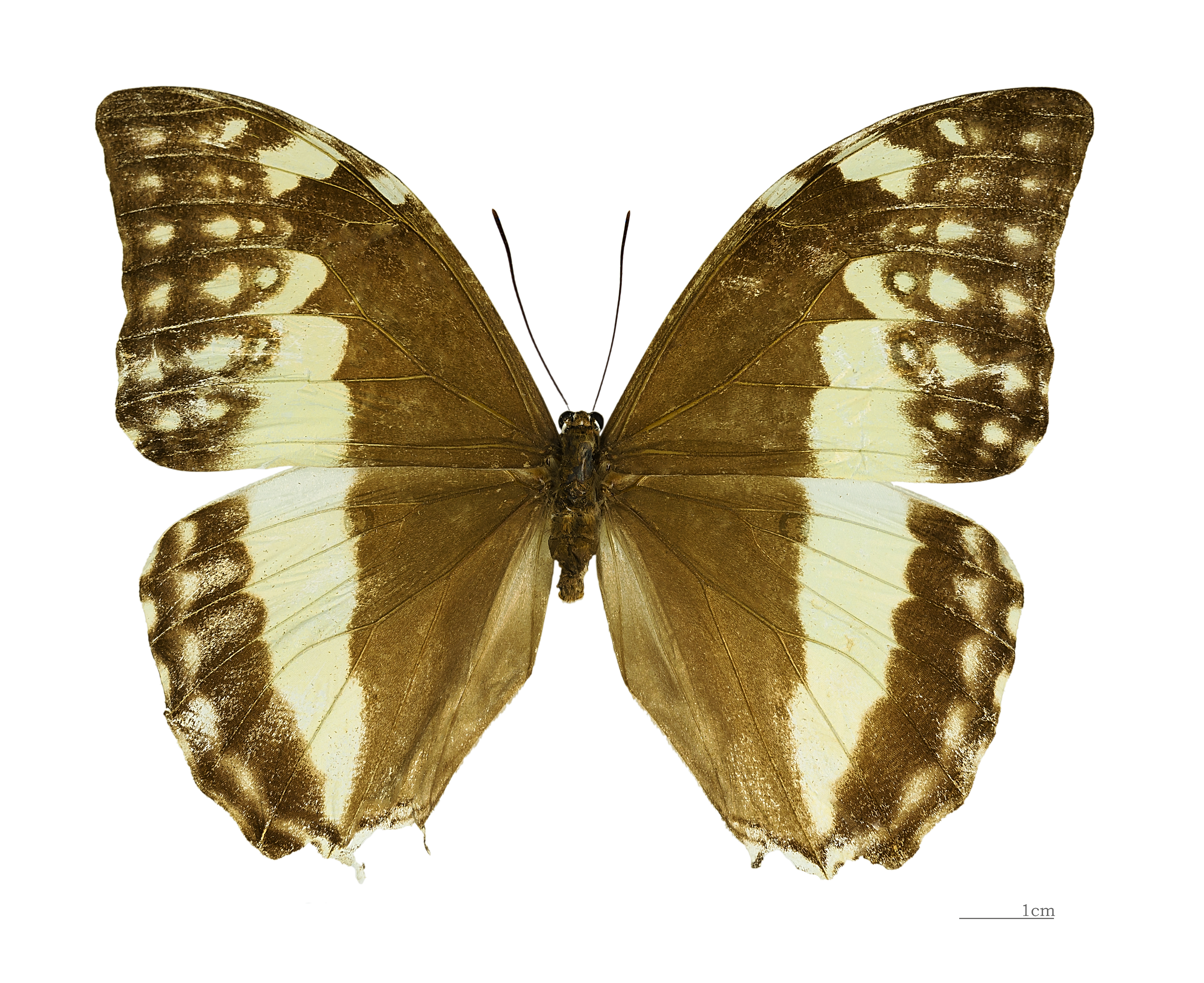
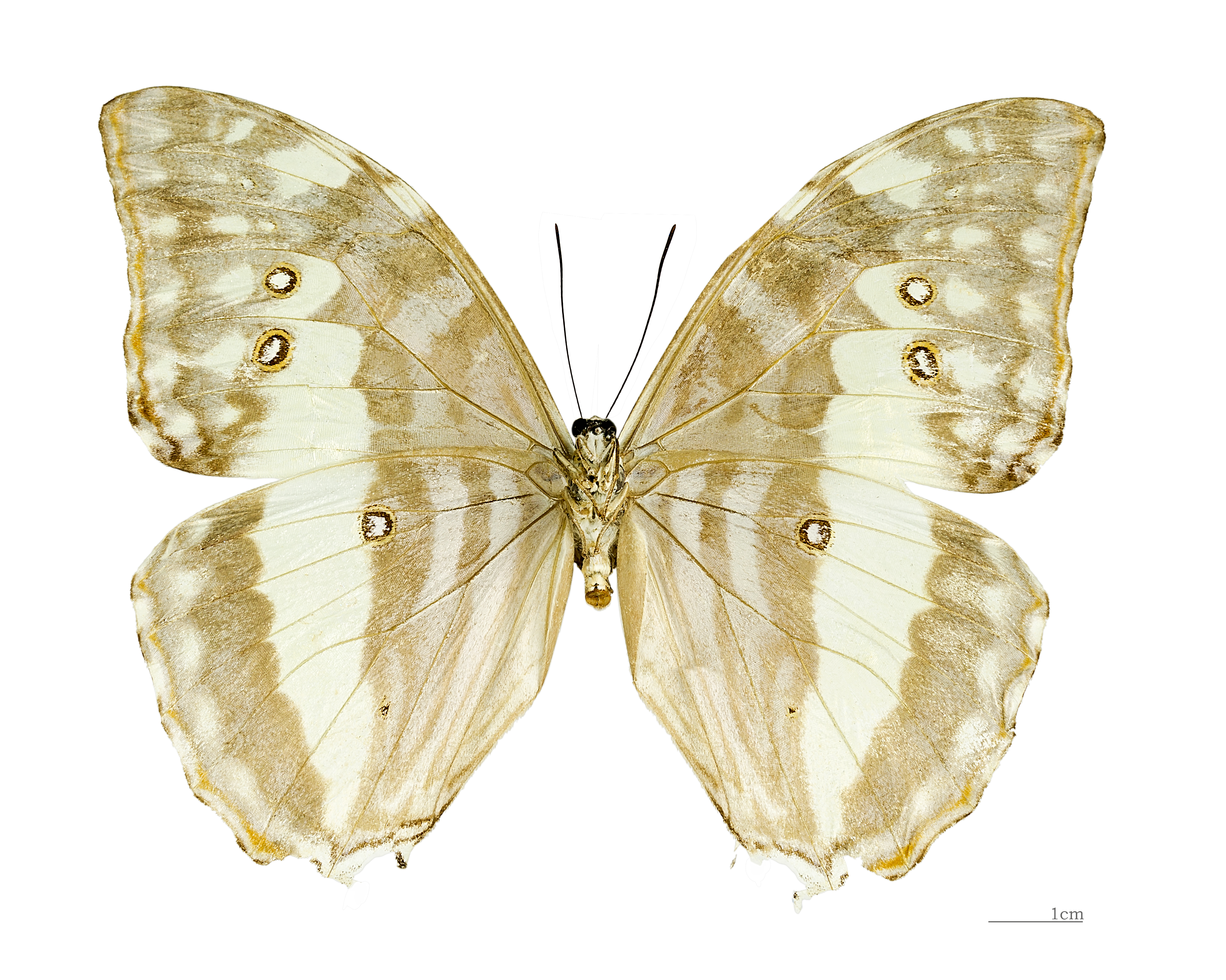
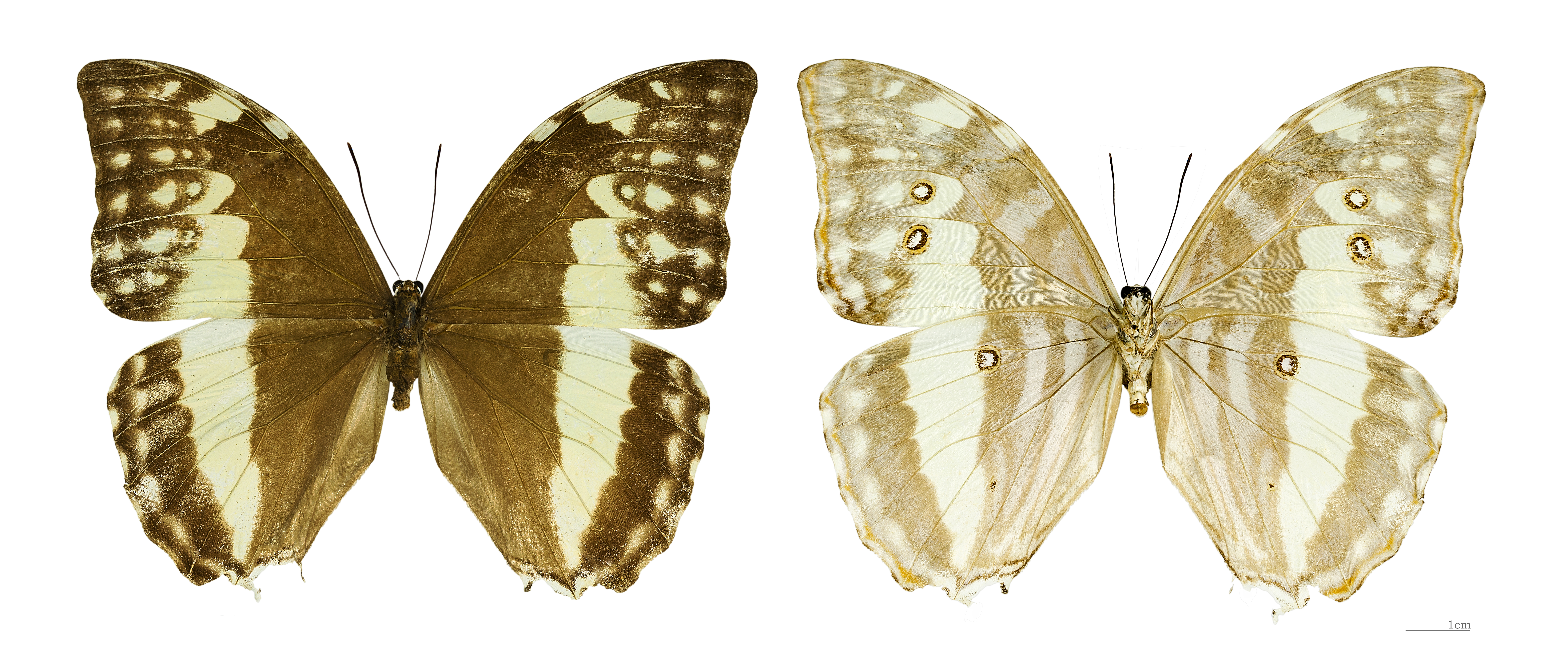
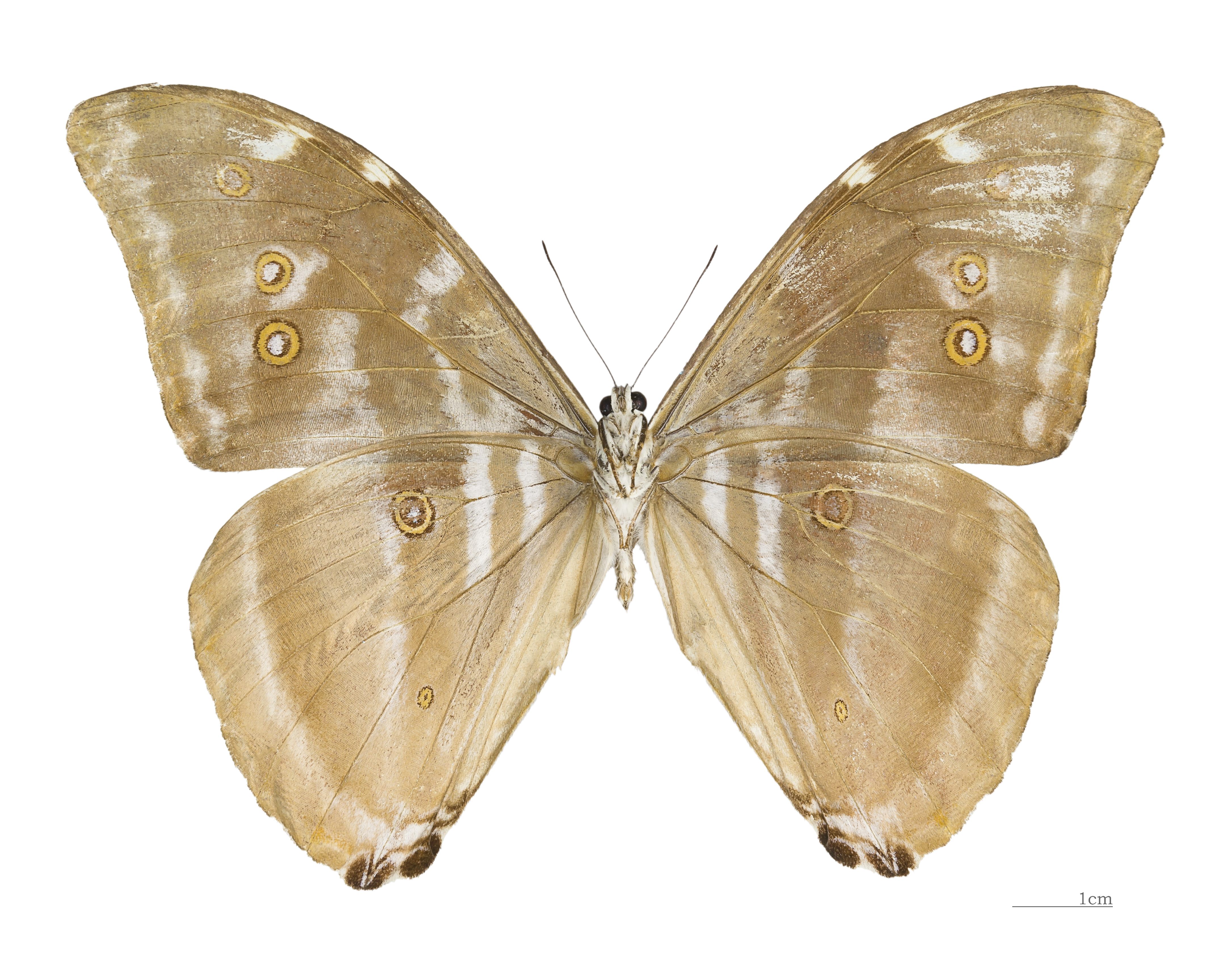
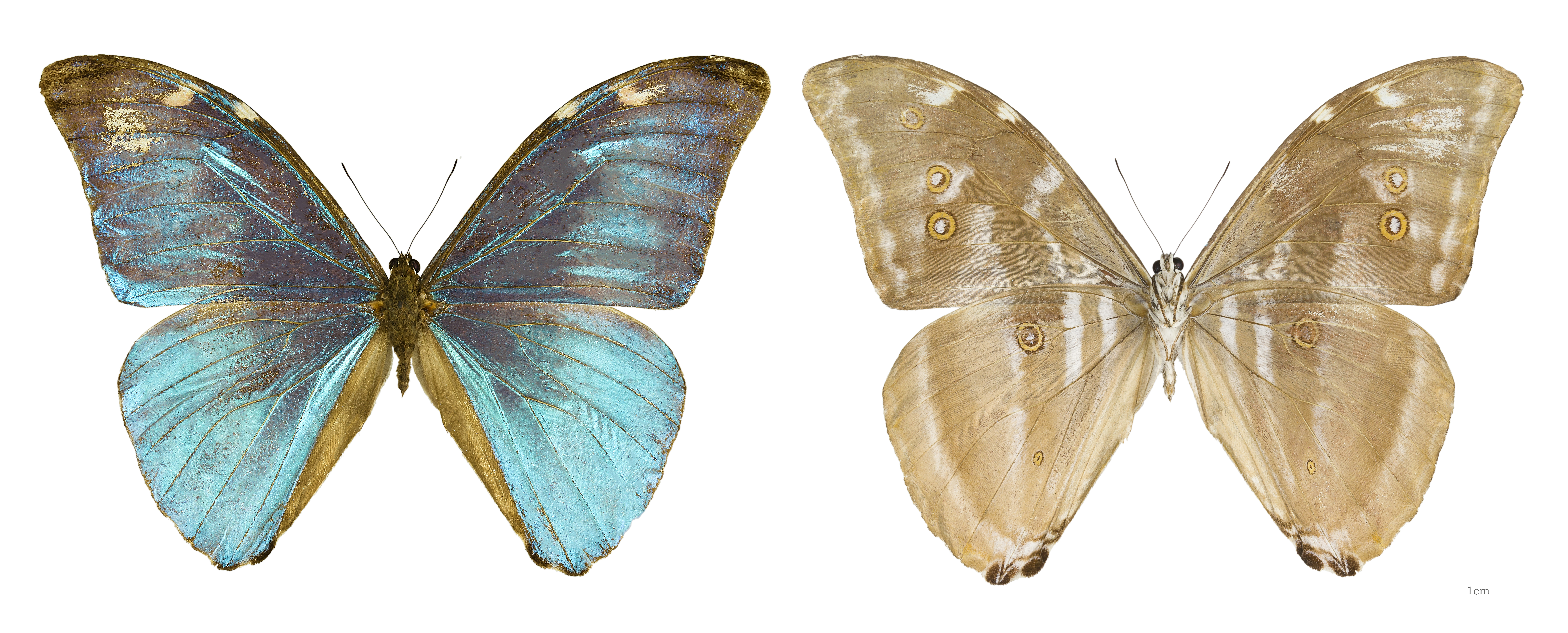
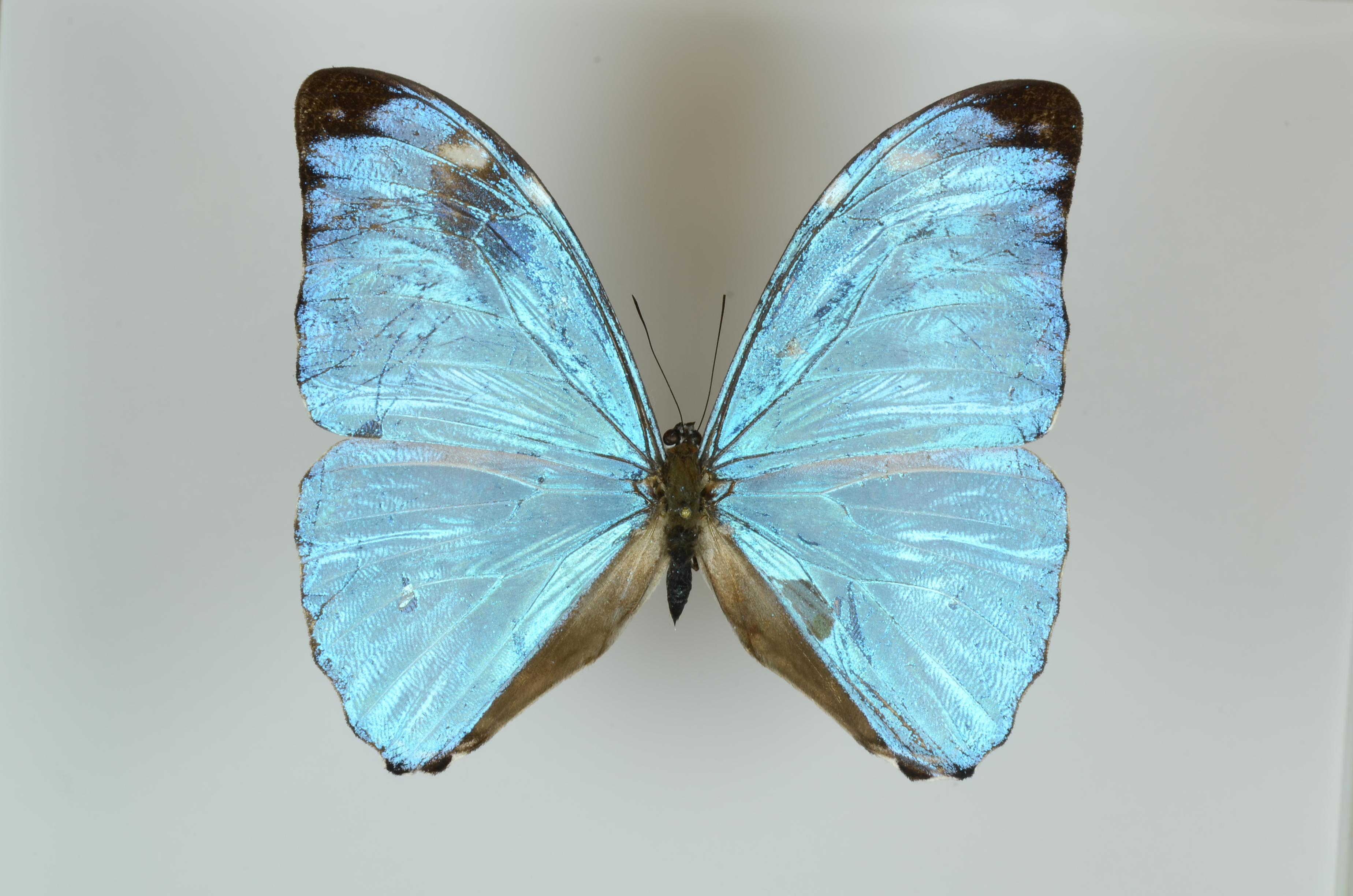